# Радиоактивные фармацевтические препараты
Радиоакти́вные фармацевти́ческие препара́ты (радиофармпрепараты) — фармацевтические препараты, в составе которых присутствует нестабильный изотоп, делающий эти препараты радиоактивными. Излучение может использоваться либо для оценки метаболизма меченого изотопом вещества в организме, либо для угнетения тканей, абсорбировавших изотоп. Предназначены для медико-биологических исследований, радиоизотопной диагностики и лечения различных заболеваний, главным образом для лучевой терапии злокачественных опухолей.
Для диагностических целей применяются радиоизотопы, которые при введении в организм участвуют в исследуемых видах обмена веществ или изучаемой деятельности органов и систем, и при этом могут быть зарегистрированы методами радиометрии. Такие радиоактивные препараты, по возможности, имеют короткий эффективный период полураспада и слабо поглощающееся в тканях излучение низкой энергии, что обусловливает незначительную лучевую нагрузку на организм обследуемого.
Критерием выбора радиоактивных препаратов, предназначенных для лучевой терапии злокачественных новообразований, является возможность создания необходимой лечебной дозы ионизирующего излучения в области новообразования при минимальном воздействии на здоровые ткани. Такой эффект достигается как выбором вида и длительности облучения так и выбором метода доставки радиофармпрепарата к цели. Возможна доставка как через метаболизм организма с селективным накоплением радиоактивного изотопа в тканях, подлежащих облучению, так и хирургическими средствами в виде гранул, зондов, аппликационных повязок и др.

## Классификация
Радиоактивные препараты подразделяются на открытые и закрытые:
- В закрытых препаратах радиоактивный материал заключен в защитное покрытие или капсулу, предотвращающую радиоактивное загрязнение окружающей среды и контакт с радиоактивным соединением пациента и персонала.
- В открытых препаратах осуществляется прямой контакт радиоактивного вещества с тканями организма и окружающей средой.

## Список используемых радиоизотопов
| Изотоп | Форма                                    | Период полураспада | Вид и энергия излучения* [среднее значение] | Вид и энергия излучения* [среднее значение] | Применение |
| ------ | ---------------------------------------- | ------------------ | ------------------------------------------- | ------------------------------------------- | --- |
| 11C    |                                          | 20,385 мин         | β+                                          | 1982,1 кэВ [390 кэВ]                        | Диагностика с помощью позитронно-эмиссионной томографии. Метаболическое состояние сердца, оценка потребления аминокислот (метионин, лейцин) и синтеза белков, диагностика опухолей головного мозга, оценка метаболитического состояния паращитовидной железы, скорость метаболизма жирных кислот в миокарде |
| 13N    |                                          | 9,97 мин           | β+                                          | 1200,3 кэВ                                  | Диагностика с помощью позитронно-эмиссионной томографии. Измерение кровотока, оценка миокардиальной перфузии |
| 15O    |                                          | 122,24 с           | β+                                          | 1731,9 кэВ [735,28 кэВ]                     | Диагностика с помощью позитронно-эмиссионной томографии. Исследование функции лёгких, центральной и периферической гемодинамики и др. |
| 18F    | ФДГ                                      | 109,771 мин        | β+                                          | 633,5 кэВ                                   | Диагностика с помощью позитронно-эмиссионной томографии. Визуализация опухолей различных локализаций, оценка метаболизма глюкозы в миокарде, легких, мозге, диагностика болезни Альцгеймера, диагностика болезни диффузных телец Леви, диагностика болезни Паркинсона, локализация эпилептического очага.   |
| 32P    |                                          | 14,262 сут         | β−                                          | 1710,66 кэВ [694,9 кэВ]                     | Внутритканевая и внутриполостная лучевая терапия опухолей; лечение полицитемии и связанных с ней нарушений. Для тех же целей может применяться 33P. |
| 60Co   |                                          | 5,2714 года        | β−                                          | 317,88 кэВ                                  | при лечении опухолей женских половых органов, рака слизистой оболочки рта и лёгкого, опухолей головного мозга и др. |
| 60Co   | γ                                        | 5,2714 года        | 1173,237 кэВ 1332,501 кэВ                   |                                             | при лечении опухолей женских половых органов, рака слизистой оболочки рта и лёгкого, опухолей головного мозга и др. |
| 85Kr   |                                          | 10,756 года        | β−                                          | 687,4 кэВ                                   | исследование функции лёгких, центральной и периферической гемодинамики и др. |
| 90Y    |                                          | 64,1 ч             | β−                                          | 2280,1 кэВ [933,7 кэВ]                      | для внутритканевой и внутриполостной лучевой терапии (при лечении опухолей женских половых органов, рака слизистой оболочки рта и лёгкого, опухолей головного мозга и др.) |
| 99mTc  |                                          | 6,01 ч             | γ                                           | 140,511 кэВ                                 | Диагностика с помощью гамма-камер опухолей головного мозга, изучение центральной и периферической гемодинамики и др.; исследование лёгких, печени, головного мозга и др. |
| 111In  |                                          | 2,8047 сут         | γ                                           | 171,28 кэВ 245,40 кэВ                       | исследование лёгких, печени, головного мозга и др. |
| 113mIn |                                          | 1,6582 ч           | γ                                           | 391,69 кэВ                                  | исследование печени и др. |
| 123I   |                                          | 13 ч               | γ                                           | 160 кэВ                                     | Диагностика с помощью гамма-камер щитовидной железы и нервной системы сердца. |
| 125I   |                                          | 59,5 сут           | γ                                           | 35 кэВ                                      | Лечение онкологии предстательной железы методом брахитерапии. Диагностика для длительных исследований, где не хватает времени жизни иода-123. |
| 131I   |                                          | 8,02070 сут        | β−                                          | 606,3 кэВ [191,58 кэВ]                      | Лечение иодпоглощающих метастазов злокачественных опухолей щитовидной железы. Сопутствующие лечению исследования йодного обмена. |
| 131I   |                                          | 8,02070 сут        | γ                                           | 364,489 кэВ                                 | Лечение иодпоглощающих метастазов злокачественных опухолей щитовидной железы. Сопутствующие лечению исследования йодного обмена. |
| 133Xe  |                                          | 5,243 сут          | β−                                          | 346,0 кэВ [100,5 кэВ]                       | исследование функции лёгких, центральной и периферической гемодинамики и др. |
| 133Xe  |                                          | 5,243 сут          | γ                                           | 80,997 кэВ                                  | исследование функции лёгких, центральной и периферической гемодинамики и др. |
| 192Ir  |                                          | 73,827 сут.        | β−                                          | 672 кэВ (50,46 %)                           | при лечении опухолей женских половых органов, рака слизистой оболочки рта и лёгкого, опухолей головного мозга и др. |
| 192Ir  | 535 кэВ (43,55 %)                        | 73,827 сут.        | β−                                          |                                             | при лечении опухолей женских половых органов, рака слизистой оболочки рта и лёгкого, опухолей головного мозга и др. |
| 192Ir  |                                          | 73,827 сут.        | γ                                           | 468,0688 кэВ 316,50618 кэВ                  | при лечении опухолей женских половых органов, рака слизистой оболочки рта и лёгкого, опухолей головного мозга и др. |
| 192Ir  | 308,45507 кэВ 295,9565 кэВ 316,50618 кэВ | 73,827 сут.        | γ                                           |                                             | при лечении опухолей женских половых органов, рака слизистой оболочки рта и лёгкого, опухолей головного мозга и др. |
| 198Au  |                                          | 2,69517 сут        | β−                                          | 962 кэВ                                     | исследование лёгких, печени, головного мозга и др.; для внутритканевой и внутриполостной лучевой терапии опухолей |
| 198Au  |                                          | 2,69517 сут        | γ                                           | 411,80205 кэВ                               | исследование лёгких, печени, головного мозга и др.; для внутритканевой и внутриполостной лучевой терапии опухолей |
| 201Tl  |                                          | 3,038 сут          | γ                                           | 919,50 кэВ                                  | при ишемической болезни сердца — ишемия и инфаркт миокарда |
| 64Cu   |                                          | 12,701 ± 0,002 ч   | γ                                           |                                             | Визуализация опухолей |
| 68Ga   |                                          | 1,2 ч              |                                             |                                             | Визуализация опухолей |
| 177Lu  |                                          | 6,647 сут          |                                             |                                             | При лечении опухолей |

* β− — бета-частицы (электроны), излучающиеся при бета-минус-распаде; β+ — позитроны, излучающиеся при позитронном распаде; γ — гамма-кванты.